# ترارسانی (فیزیولوژی)
در فیزیولوژی، ترارسانی  (به انگلیسی: Transduction)

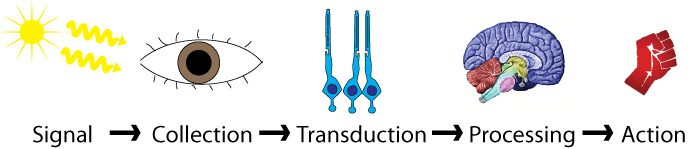
مراحل اصلی پردازش حسی

 به معنی آن است که یک گیرنده حسی اثر محرکی را به پتانسیل عمل تبدیل کند. این روند وقتی آغاز می‌شود که محرک باعث شود تغییری در پتانسیل غشای نورون حسی به وجود آید.
در واقع نورون حسی انرژی محرک را به سیگنال‌های الکتریکی تبدیل می‌کند. و این گیرنده‌ها به طور عمده در دو گروه طبقه‌بندی می‌شوند: گیرنده‌های خارجی که محرک‌های حسی خارجی را دریافت می‌کند و گیرنده‌های داخلی که محرک‌های داخلی را دریافت می‌کند.